# Дрбо
Дрбо (груз. დრბო) — село в Грузии, на территории Сачхерского муниципалитета края (мхаре) Имеретия.

## География
Село находится в центральной части Грузии, на правом берегу реки Квирилы, на расстоянии 12 километров к востоку от города Сачхере, административного центра муниципалитета. Абсолютная высота — 684 метра над уровнем моря.

## Население
По результатам официальной переписи населения 2014 года, в Дрбо проживало 43 человека (24 мужчины и 19 женщин). В национальной структуре населения грузины составляли 100 %.
| Год  | Население, человек |
| ---- | ------------------ |
| 2002 | 148                |
| 2014 | ↘ 43               |